# 동형반복
동형반복은 게임에서 똑같은 형태가 반복되는 것이다.
동형반복은 무한 체크(무한 장군)과는 다르다. 무한 체크나 무한장군이 가능한 경우 게임판은 유한하므로 언젠가는 임의의 횟수의 같은 형태가 반복되게 된다. 체스에서는 3회의 같은 형태가 반복되면 무승부가 된다. 
쇼기에서는 무한 장군을 반칙으로 규정한다. 동형반복은 체스, 장기와 같이 말을 움직이는 보드 게임에서 자주 등장한다.

## 체스
체스에서 같은 사람의 차례에 똑같은 상황이 3회 연속 반복되면 비기게 되는데 세 번째 반복 상황이 방금 지나갔거나 자기가 두면서 반복된 경우에 대국자가 주장할 수 있다. 체스에서는 앙파상이나 캐슬링의 기회를 잃을 수 있기 때문에 말의 위치가 같지만 가능한 행마가 다른 경우가 있다. 이러한 상황은 똑같은 상황으로 간주되지 않는다. 마지막으로 이러한 주장이 틀린 경우 상대방에게 추가 시간이 주어지며, 실수가 아닌 고의로 틀린 주장을 한 경우 상대방을 불쾌하게 하는 행위를 금지하는 규정을 어긴것으로 간주되어 처벌받을 수 있다. 마지막으로 틀린 3회 동형반복 주장은 상대방에 대한 무승부 제의로 간주되어 상대방이 승인하면 비기게 된다.
체스에서는 체크메이트에 기물이 충분하지 않은 경우 무승부가 되기 때문에 3회 반복을 기다리지 않고 비긴다. 따라서 3회 반복 무승부 규정에 의한 무승부로 게임이 끝나는 경우는 드물다. ( Brace, Edward (1977), An Illustrated Dictionary of Chess, Craftwell, ISBN 1-55521-394-4) 무한 체크의 경우, 언젠가는 정확히 3회 같은 상황이 나올 수 있으나 그러기 까지는 많은 시간이 걸릴 수 있은나 50수 무승부 규정이 있어 합의 무승부를 하게 된다.

## 바둑
바둑은 패 규칙으로 어떤 사람이 돌 하나를 따낸 후 다음사람이 같은 돌을 따내는 동형 반복을 금지한다. 하지만 오늘날 삼패, 순환패, 장생등 동형이 반복되는 경우가 발견되었다. 이에 대한 기준은 대회마다 다르다.

## 쇼기
쇼기에서는 동일 국면에 같은 사람이 둘 차례인 상황이 4회 반복되면 무승부가 된다. 이로 인한 무승부를 천일수(일본어: 千日手)라고 하며, 천일수가 발생한 경우 해당 대국을 없었던 것으로 하고 선후를 바꾸어서 다시 두게 된다. 단, 천일수에 이르는 과정에서 어느 한 쪽의 착수가 전부 장군일 경우 장군을 연속해서 둔 쪽이 반칙패가 된다. 실제로 반복이 4회까지 이루어지기 전에 양 대국자의 합의 하에 천일수로 처리하는 것도 가능하다. 만약 천일수가 성립된 상황에서 양 대국자 및 기록자 등 아무도 깨닫지 못하고 대국이 그대로 진행되어 종국까지 두어진 경우 투료(投了) 우선의 원칙에 의해 천일수가 인정되지 않는다.